# Marche au drapeau
Pour l’article homonyme, voir Marche des drapeaux.
La marche au drapeau est une marche militaire au sein de l'armée suisse.
Elle est jouée pendant les présentations officielles de la troupe si cette dernière est déployée, ainsi que pour toutes les autres cérémonies telle que la remise du drapeau. Le terme panosse est parfois utilisé à titre péjoratif.
Elle est mentionnée pour la première fois dans l'Ordonnance pour les trompettes d'infanterie de 1856. La mélodie reste inchangée depuis.

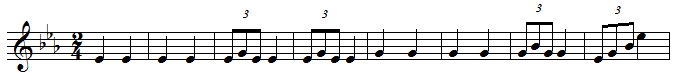
Mélodie de la marche au drapeau (en mi bémol majeur, pour instrument en ut)

## Sources et références
- (de) Cet article est partiellement ou en totalité issu de l’article de Wikipédia en allemand intitulé « Fahnenmarsch (Schweiz) » (voir la liste des auteurs).

1. ↑  André Thibault (dir.), Dictionnaire suisse romand : particularités lexicales du français contemporain, Carouge, Editions Zoé, 1997, 854 p. (ISBN 2-88182-316-5), p. 547
2. ↑  (de) « Musikalische Identität », sur Schweizer Radio und Fernsehen (SRF), 8 janvier 2024 (consulté le 14 décembre 2024)